# Christoph Rüter

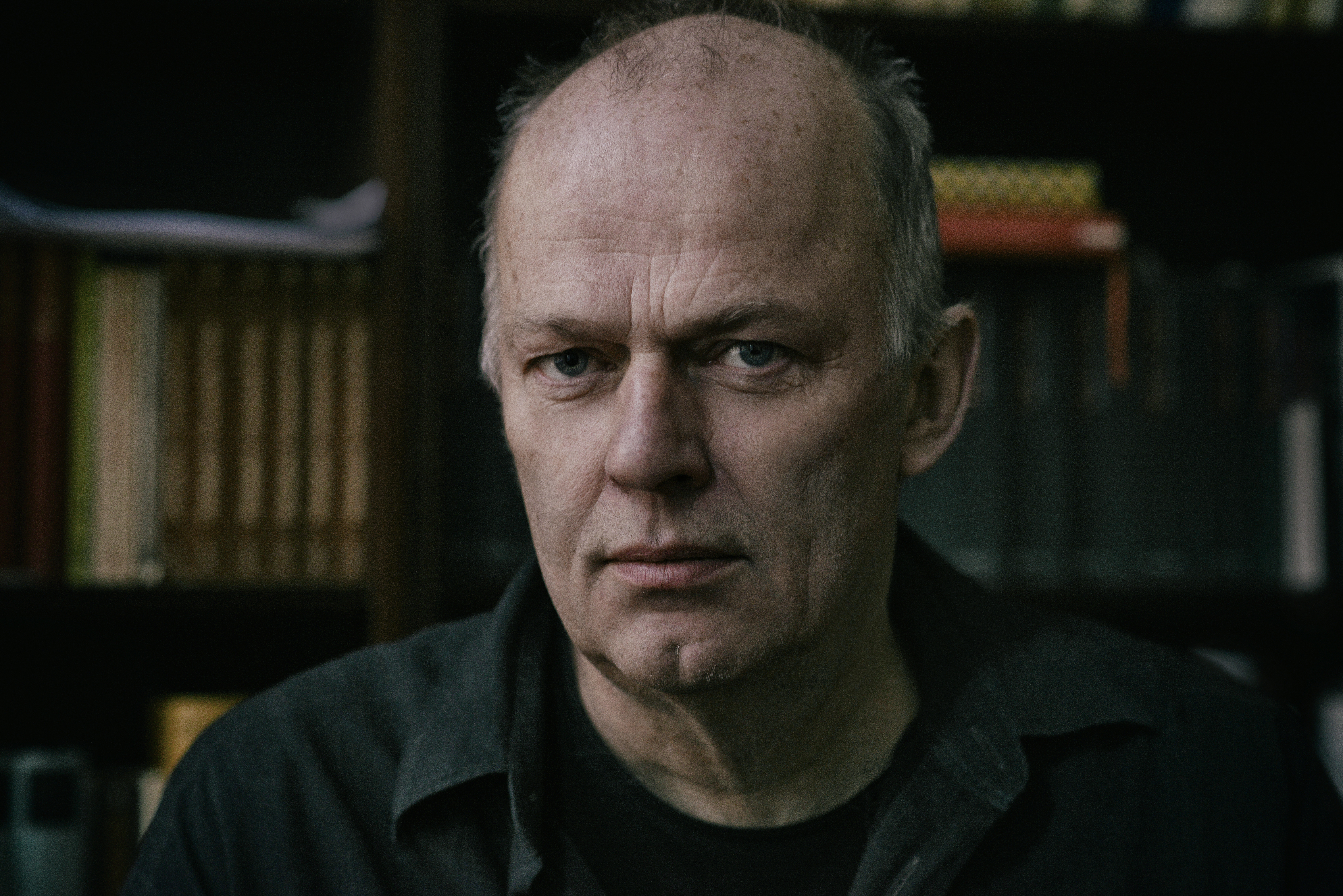
Filmemacher Christoph Rüter

Christoph Rüter (* 1. Januar 1957 in Gelsenkirchen) ist ein deutscher Dokumentarfilmer und Autor. Sein Schwerpunkt sind Dokumentationen unter anderem über Thomas Brasch, Klaus Michael Grüber, Heiner Müller und Hans Blumenberg, die er für verschiedene Fernsehsender, aber auch für das Kino anfertigte.

## Leben und Werk

### Studium und Ausbildung
1976 machte Rüter sein Abitur in Münster (Westf.) und begann noch im selben Jahr ein Studium der Theaterwissenschaft, Philosophie und Psychologie an der Ludwig-Maximilians-Universität München. Sein Interesse für Theater wurde einerseits durch die politischen Ereignisse rund um den sogenannten Deutschen Herbst als auch durch verschiedene Studentenjobs am Theater und bei der Bavaria Film geweckt. Im April 1980 ging er nach West-Berlin und studierte dort weiter.

### Theater
1983 lernte Rüter den Theater-Regisseur Hans Neuenfels kennen und wurde sein Regieassistent. 1985 übernahm Hans Neuenfels als Intendant die Freie Volksbühne West-Berlin und machte Rüter zu einem der beiden Dramaturgen am Haus. In der Folge kam es zu einer Zusammenarbeit mit herausragenden Dramatikern und Regisseuren wie Thomas Brasch, Christof Nel, Hans Neuenfels, Heiner Müller und Bob Wilson, die die Grundlage für sein späteres Filmschaffen bildeten.

### Dokumentarfilm
Im Sommer 1989 verließ Rüter die Freie Volksbühne und arbeitete fortan frei. Im Oktober 1989 lud ihn Heiner Müller ein, den Proben zu Hamlet und Müllers eigenem Stück Hamletmaschine am Deutschen Theater in Ostberlin beizuwohnen. Rüter, der offensichtlich ahnte, dass sich in der Theaterszene des Ostens etwas Besonderes ereignete, begann, die Proben mit der Kamera zu begleiten. Begünstigt durch die äußeren Umstände – während der siebenmonatigen Proben ging nicht nur die DDR unter, sondern änderten sich in der Folge auch die Arbeitsbedingungen an der renommierten Ostberliner Bühne – entstand mit dem Film The Time is out of Joint/Die Zeit ist aus den Fugen ein historisch vielschichtiges Dokument über eine Schlüsselinszenierung Heiner Müllers, in der Ulrich Mühe sowohl als Hamlet glänzt wie auch als Redner vor den Demonstranten auf dem Alexanderplatz. Die Eigenproduktion wurde diversen Festivals weltweit gezeigt. „Und wie ein Fels in der Brandung: Heiner Müller, der seine Zigarre pafft und die Lage immer analytisch-dialektisch im Griff hat … Spannend wird die Dokumentation … durch die harte Montage von Theaterbildern und historische Tableaus, wie sie auch das beste Theater nicht hinkriegt“, schrieb Eckhard Roelcke in der ZEIT.
1998 entstand der Film L’Homme de Passage (WDR/Arte) über den Theaterregisseur Klaus Michael Grüber, der als kamerascheu galt und Fernsehaufnahmen bei Proben bis dahin nicht zugelassen hatte. Christoph Rüter durfte ihn dagegen ein Jahr lang mit der Kamera begleiten. „Es ist ein ganz wunderbarer Film. Denn es ist der Film eines schweigenden Liebhabers und Schwärmers“, schrieb Gerhard Stadelmaier in der Frankfurter Allgemeine Zeitung.
Auch bei einem weiteren Künstlerporträt war der persönliche Kontakt entscheidend. Für den WDR und Arte drehte Rüter 2004 auf persönlichen Wunsch einen Film über Angela Winkler zu ihrem 60. Geburtstag. Benjamin Henrichs schrieb dazu in der Süddeutschen Zeitung: „... man sah die Künstlerin selber, beim Versuch, das Unerklärliche vielleicht doch zu erklären – was zu einigen wundervollen neuen Winkler-Szenen führte.“
Mit dem Film Rohstoff wendete sich Christoph Rüter einem Thema außerhalb des Theaters zu. Seine Darstellung des 1987 auf einer Autobahn bei München tödlich verunglückten Schriftstellers Jörg Fauser ist eine Hommage an den „Clint Eastwood der deutschen Literatur“ (Franz Dobler), in der neben Dobler auch Benjamin von Stuckrad-Barre und Wiglaf Droste zu Wort kommen. Der Spiegel schrieb: „Mit Dobler als Vorhut unternimmt Christoph Rüters spannende Dokumentation eine Reise zu den Stationen und Menschen in Fausers Leben und honoriert ihn anlässlich seines Todestages.“
2007 starb der große deutsche Schauspieler Ulrich Mühe, den Rüter anlässlich der Heiner-Müller-Inszenierung Hamletmaschine am Deutschen Theater kennen und schätzten gelernt hatte. Auf Wunsch Ulrich Mühes wurde Rüters Film The Time is out of Joint/Die Zeit ist aus den Fugen neben Funny Games von Michael Haneke auf der Gedenkveranstaltung in der Schaubühne am Lehniner Platz gezeigt, an der auch zahlreiche Prominente, darunter Florian Henckel von Donnersmarck und Tom Cruise, teilnahmen. Ein Jahr später behandelte Rüter den auch politisch engagierten Schauspieler Mühe für Arte im Film Jetzt bin ich allein.
Rüter hatte seit den Hamlet-Proben engen Kontakt zu Heiner Müller. Zu seinem 80. Geburtstag (2009) schuf Christoph Rüter zusammen mit seinem Co-Autor Thomas Irmer eine Dokumentation, die Müllers Arbeit an seinem berühmtesten Theaterstück Hamletmaschine neu dechiffrierte. „Christoph Rüter, schon geübt im Umgang mit Theaterleuten durch Dokfilme über Thomas Brasch, Klaus Michael Grüber, Angela Winkler und Ulrich Mühe, hat hier, in Gemeinschaft mit Thomas Irmer, zweifellos ein Meisterstück abgeliefert. Der phänomenale Heiner Müller, so vertraut, so fremd, ‚das Gesicht nackt, die Dichtung das Visier‘.“ schrieb Renate Stinn in epd Medien.
Am 3. November 2001 starb der Schriftsteller Thomas Brasch. 1988 hatten sich Brasch und Rüter während der Inszenierung von Leonce und Lena (Georg Büchner) unter der Regie von Christof Nel am Theater der Freien Volksbühne kennengelernt. Nach einem ersten Porträt für 3sat zum 60. Geburtstag von Brasch (2005) präsentierte Rüter fünf Jahre später mit Brasch – Das Wünschen und das Fürchten einen Film über den früh verstorbenen Autor, der seine Premiere in der Sektion Panorama auf der Berlinale 2011 erlebte. Ausschlaggebend für diesen Kinofilm waren der Fund von vielen DV-Kassetten aus dem Privatbesitz von Thomas Brasch. Der Schriftsteller hatte über viele Jahre hinweg immer wieder eine kleine Kamera auf sich gerichtet – manchmal wurde er auch von Rüter oder anderen gefilmt. Diese Videoprotokollen wurden zur Basis des neuen Films. Brasch gibt sich darin Rechenschaft über das ab, was von seiner Seite aus „gewünscht“ und „gefürchtet“ werden sollte. „Nichts von den üblichen Vergangenheitsvergewisserungen, schon gar keine Gespräche mit Zeitzeugen. Hier redet nur einer, sagt Rüter, und das ist Brasch selbst.“, schrieb Kerstin Decker im Tagesspiegel.
Noch bevor die Kutscher-Verfilmung Babylon Berlin Aufsehen erregte, interessierte sich Christoph Rüter für Krimistoffe über das Vorkriegsdeutschland, speziell über die Nazizeit. Für seine Dokumentation Krimis und das Dritte Reich besuchte er die Autoren Philip Kerr, Volker Kutscher und Dominique Manotti, die auf unterschiedliche Weise eine Krimihandlung mit dem realen Schrecken der Nazizeit verknüpften und damit nach Meinung vieler gegen ein Tabu verstießen: keine Unterhaltung über das Dritte Reich.
Ab 2012 arbeitete Rüter an einem Kinofilm über den in Lübeck geborenen Philosophen Hans Blumenberg, von dem weder ein Interview noch Filmmaterial existieren. Lediglich zwei Fotos hatten den Weg in die Öffentlichkeit gefunden. Christoph Rüter, der selbst 1984 ein Semester bei Blumenberg in Münster hörte, war von Blumenbergs Philosophie-Darstellung fasziniert. Er suchte und fand andere Blumenberg-Schüler, darunter ein Werbetexter und ein Taxifahrer, die ihren persönlichen Blick auf Blumenberg, begleitet von dem Blumenberg-Forscher Rüdiger Zill, in einem zweistündigen philosophischen Road-Movie schildern: Hans Blumenberg – Der unsichtbare Philosoph. Dazu hört man in dem Film bisher unveröffentlichte Tonaufnahmen aus Blumenbergs Vorlesungen. Gregor Dotzauer vom Tagesspiegel schrieb: „Was für ein selbstmörderisches Unterfangen, eine Dokumentation über jemanden zu drehen, von dem es so gut wie keine Bilder gibt. ... Die Bruchstücke, die er (Rüter) einsammelt, zeugen dafür treffend von einem denkerischen Gestus, der mit wechselnden Anteilen literarische Eleganz, Metaphernwut und Begriffsartistik vereint.“

### Journalismus
Neben seinen großen Porträts und Dokumentationen verfasst Rüter auch Beiträge für die TV-Kulturmagazine Aspekte, Metropolis/Arte und ttt.

## Filmographie

### Als Regisseur
- 1989/91 The Time is out of Joint/Die Zeit ist aus den Fugen, WDR/Eigenproduktion, 100'
- 1993 Inter City Express/Zwischen Städten Schnell – ein Film über Geschwindigkeit und Langsamkeit, 1993, 30' WDR/ZDF/Arte
- 1997 Neugier & Risiko – ein Film über das Berliner Hebbel-Theater und seine europäischen Partner, 1997, SFB/Arte, 60’
- 1998 Nach Vollzug – ein Film über ›Die Berliner Ermittlung‹ von Esther Shalev-Gerz und Jochen Gerz, 3sat, 60’
- 1999 L’Homme de Passage – der Regisseur Klaus Michael Grüber, WDR/Arte, 75’
- 2000 Ich bin kein Schauspieler – ein Film über den Schauspieler Klaus Kinski, WDR/Arte, 45’
- 2000 Um das Leben spielen – ein Film über den Schauspieler Ulrich Wildgruber, NDR/3sat, 50’
- 2001 Curt Bois – Charakterkomiker, Co-Autor Wolfgang Deichsel, 3sat/RBB, 45’
- 2002 There is no Paradise – ein Film über die Sängerin Ute Lemper, WDR/Arte, 60’
- 2004 Einfach und Stolz – ein Film über die Schauspielerin Angela Winkler, WDR/Arte/3sat, 85’
- 2005 Thomas Brasch – ein Film über den Dichter, Schriftsteller und Filmemacher, 3sat, 30’
- 2006 Rohstoff – Der Schriftsteller Jörg Fauser – mit Franz Dobler, 3sat, 45’
- 2008 Jetzt bin ich allein – ein Film über den Schauspieler Ulrich Mühe, 3sat/Arte, 60’
- 2009 Ich will nicht wissen, wer ich bin – ein Film über den Dramatiker Heiner Müller, ZDFtheaterkanal/3sat/Arte, 60’, Co-Autor Thomas Irmer
- 2011 Brasch – Das Wünschen und das Fürchten – ein Film über den der Schriftsteller, Dichter und Filmemacher Thomas Brasch, Kino-Coproduktion mit TAG/TRAUM, 3sat, Filmstiftung NRW, Medienboard Berlin, BKM, Premiere in der Sektion Panorama der Berlinale 2011 92’
- 2016 Krimis und das Dritte Reich – eine Dokumentation über die Schriftsteller Philip Kerr, Volker Kutscher & Dominique Manotti, Arte/ZDF, 53’
- 2018 Hans Blumenberg – Der unsichtbare Philosoph – eine Kino-Koproduktion von Tag/Traum, Christoph Rüter Filmproduktion, Kinescope Film, BKM, Filmstiftung NRW, Filmförderung Hamburg-Schleswig-Holstein, Premiere bei den „60. Nordischen Filmtagen Lübeck“ November 2018, 102'

### Als Produzent
- 2003 Er spielte seinen Schatten mit – ein Film über den Schauspieler Klaus Kammer von Andreas Lewin, RBB/Eigenproduktion, 75’